# Eusebio Lillo

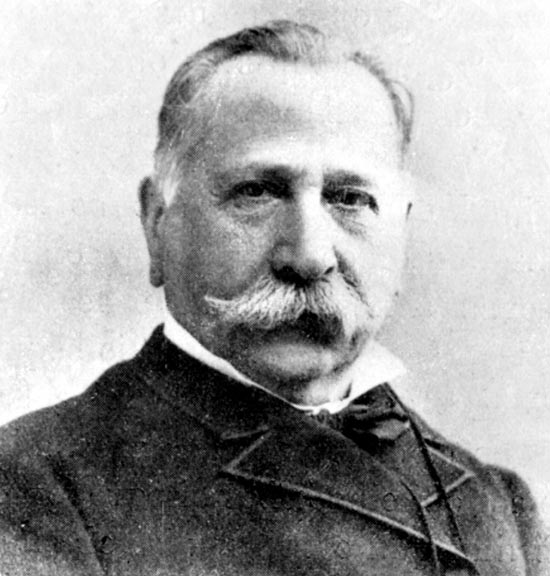
Eusebio Lillo

Eusebio Lillo Robles (* 14. August 1826 in Santiago de Chile; † 8. Juli 1910 ebenda) war ein chilenischer Dichter, Journalist und Politiker. Er ist Verfasser des Textes der chilenischen Nationalhymne Puro, Chile.

## Leben
Lillo besuchte das renommierte Instituto Nacional de Santiago und war ein Schüler von Andrés Bello. Er gehörte seit seiner Jugend zum radikalen Flügel der liberalen Opposition in Chile, dessen bedeutendste Vertreter sich 1850 in der Sociedad de la Igualdad („Gesellschaft der Gleichheit“) zusammenschlossen, der Lillo zusammen mit Francisco Bilbao, Santiago Arcos, José Zapiola Cortés und anderen angehörte. Als Dichter gehörte er zur „Generation von 1842“, die die Romantik in Chile popularisierte. Schon seit 1842 arbeitete er in der Literarischen Gesellschaft von Santiago mit. 1844 begann er für die Zeitung El Siglo zu arbeiten. Im selben Jahr gewann er einen Preis der Literarischen Gesellschaft für sein Gedicht Canto al dieciocho de septiembre („Lied zum 18. September“). Obwohl er sein Leben lang dichtete, veröffentlichte er niemals einen Gedichtband, sein gesamtes dichterisches Werk erschien ausschließlich in Zeitungen.
Nach Abschluss der Schule nahm er 1844 eine Stelle als Hilfsbeamter im Innenministerium an. Trotz seiner Tätigkeit im Staatsdienst lehnte er die reaktionäre Regierung des Generals Manuel Bulnes Prieto vehement ab und engagierte sich publizistisch für die Opposition. Er schrieb zu dieser Zeit als Korrespondent für die Zeitungen El Mercurio de Valparaíso und El Comercio. 1847 erhielt er von dem Innen- und Außenminister Manuel Camilo Vial den Auftrag, einen neuen Text der chilenischen Nationalhymne zu schreiben, der von Andrés Bello redigiert und noch im gleichen Jahr angenommen und in den maßgeblichen chilenischen Zeitungen veröffentlicht wurde. 1850 gründete er die politischen Zeitungen El Amigo del Pueblo und La Barra. Er beteiligte sich an der liberalen Revolution von 1851 gegen Manuel Montt, wurde nach deren Scheitern nach Chiloé verbannt, zum Tode verurteilt und nach seiner Flucht in die peruanische Hauptstadt Lima wie viele andere chilenische Liberale proskribiert. In den folgenden Jahrzehnten lebte er in Peru und Bolivien im Exil. Zwar arbeitete er von 1852 bis 1857 wieder als Journalist für die Zeitung La Patria, war aber danach intellektuell kaum mehr aktiv. Er betätigte sich als Geschäftsmann, vor allem im Bergbausektor, und gründete eine Bank in La Paz.
1875 kehrte Lillo nach Chile zurück und integrierte sich sogleich wieder ins politische Leben. 1878 wurde er Bürgermeister von Santiago de Chile und anschließend zum Superintendenten von Curicó ernannt. Als Diplomat und militärpolischer Berater übernahm er bedeutende Funktionen im Salpeterkrieg: Er koordinierte den logistischen Einsatz der Marine bei der Besetzung Perus, vertrat Chile bei der gescheiterten Friedenskonferenz von Arica im Jahr 1880, handelte den Rückzug Boliviens aus den Kriegshandlungen aus und überwachte die chilenische Besatzung in den neu eroberten Nordprovinzen.
1882 wurde er für die Provinz Talca zum Senator gewählt und 1886 zum Innenminister in der Regierung von José Manuel Balmaceda ernannt. Im gleichen Jahr übernahm er den Parteivorsitz des Regierungsbündnisses Alianza Liberal. 1888/89 unternahm er eine einjährige Reise durch Europa. Als einem der engsten Vertrauten Präsident Balmacedas übergab ihm dieser unmittelbar vor seinem Freitod nach der Niederlage im Chilenischen Bürgerkrieg 1891 sein politisches Testament, das Lillo nach Balmacedas Ende pflichtgemäß veröffentlichte. Anschließend zog er sich völlig aus dem politischen Betrieb zurück. 1904 legte er die redigierte Fassung letzter Hand seines „Nationalen Liedes“ vor, die dem 1909 gesetzlich festgelegten Text der Nationalhymne zugrunde liegt. 1910 gab es Versuche, ihn als Autor der Nationalhymne in die Feiern zum hundertsten Jahrestag der ersten Unabhängigkeit Chiles einzubinden, was er jedoch ignorierte.  Er starb noch im gleichen Jahr in Santiago de Chile.